# Kanton Carbon-Blanc
Kanton Carbon-Blanc (fr. Canton de Carbon-Blanc) je francouzský kanton v departementu Gironde v regionu Akvitánie. Tvoří ho šest obcí.

## Obce kantonu
- Ambarès-et-Lagrave
- Carbon-Blanc
- Sainte-Eulalie
- Saint-Loubès
- Saint-Sulpice-et-Cameyrac
- Saint-Vincent-de-Paul